# I Don't Really Care
«I Don't Really Care» — другий сингл з другого студійного альбому Triple F Life: Friends, Fans & Family американського репера Waka Flocka Flame.

## Відеокліп
Режисер: Тадж Стенсберрі. Зйомки відбулись в Атланті у квітні 2012.

## Список пісень
Цифрове завантаження
1. «I Don't Really Care» (Explicit) (з участю Trey Songz) — 3:55
2. «I Don't Really Care» (Clean) (з участю Trey Songz) — 3:42

## Чартові позиції
| Чарт (2012)                             | Найвища позиція |
| --------------------------------------- | --------------- |
| США (Billboard Hot 100)                 | 64              |
| США (Hot R&B/Hip-Hop Songs) (Billboard) | 73              |
| США (Rap Songs) (Billboard)             | 20              |